# Спырля, Думитру
Думи́тру Спы́рля (рум. Dumitru Spîrlea; 10 ноября 1950 года, Бухарест, Социалистическая Республика Румыния) — румынский пятиборец, участник двух летних Олимпийских игр.

## Спортивная биография
В 1972 году Думитру Спырля дебютировал на летних Олимпийских играх в Мюнхене. В индивидуальных соревнованиях румынский пятиборец набрал 4754 очка и занял 23-е место. В командных соревнованиях румынская сборная с Думитру в составе набрала 13 655 очков, что позволило ей занять лишь 12-е место из 19-ти стартовавших сборных.
Во второй раз на летних Олимпийских играх Спырля выступил только в 1980 году на Играх в Москве. В личном зачёте румынский спортсмен набрал 5058 очков и занял 22-е место. Особенно Думитру удалось показать высокий результат в конном спорте, где он показал 4-й результат. В командном первенстве румынская сборная, набрав 14 390 очков, осталась на 11-м месте.

## Личная жизнь
- Жена — Джорджета — рекордсменка Румынии в плавании, дочь — Ирина — знаменитая румынская теннисистка, участница летних Олимпийских игр 1992 года.

## Интересные факты
- Во времена коммунистического режима Чаушеску Спырля имел репутацию ненадёжного человека, из-за того, что однажды спецслужбами Румынии было перехвачено письмо Думитру, адресованное его другу в Италии, в котором он просил прислать ему кофе и сигарет.[1]